# Angela Bowie
Angela Barnett, nacida Mary Angela "Angie" Barnett (Chipre, 25 de septiembre de 1949), es una modelo y actriz chipriota-estadounidense. Fue la primera esposa del cantautor y actor David Bowie.

## Primeros años
Aunque nacida en Chipre, Angela es ciudadana estadounidense de nacimiento, hija de padre estadounidense de ascendencia inglesa y de madre canadiense de ascendencia polaca. Fue educada en la religión católica. Su padre, el coronel George M. Barnett, veterano del Ejército era ingeniero de minas y fue administrador de la Corporación Cyprus Mines. Su madre era Helena Maria Mines. Angela tiene un hermano mayor.
Creció en Chipre, Suiza y Kingston Polytechnic (Reino Unido), y asistió brevemente a la Universidad para Mujeres de Connecticut hasta que fue expulsada.

## Relación con David Bowie
Conoció a David Bowie en 1969, a los 19 años de edad. Según el cantante, se conocieron a través de su amigo en común, el productor musical Dr. Cavin Mark Lee, pero también que se conocieron a través de un amigo de los dos Lindsay Kemp. Angela y Bowie contrajeron matrimonio un año después, el 19 de marzo de 1970 según el padrón municipal de habitantes de Bromley en Beckenham Lane, Kent. El 30 de mayo de 1971, nació su hijo Duncan Zowie Haywood Jones. Zowie durante algún tiempo prefirió ser conocido como Joe o Joey aunque posteriormente ha vuelto a utilizar su nombre Duncan Jones.
David Bowie escribió las canciones "The Prettiest Star", "Cracked Actor", "Golden Years" sobre Angela. A menudo lo acompañaba en sus giras internacionales en Estados Unidos, Japón y Europa y aparece en el concierto Ziggy Stardust And The Spiders From Mars: The Motion Picture; en una secuencia de bastidores en la que David la llama por el nombre de "Estrella". El 16 de noviembre de 1973, apareció como invitada en The Tonight Show, conducido por Johnny Carson junto a Dinah Shore, Joan Rivers y Ashley Montagu.
Angela también estuvo en The Mike Douglas Show a principios de 1975. Audicionó para el papel principal en el telefilme de ABC-TV Wonder Woman que salió al aire el 12 de marzo de 1974, protagonizada por Cahty Lee Crosby. Newsweek informó el 22 de febrero de 1974 que al parecer perdió el papel por negarse a llevar sostén. También posó como modelo para fotógrafos como Terry O'Neill entre otros, usando a menudo el seudónimo de Jipp Jones.
Durante muchos años se supuso que Angela era la inspiración del éxito de los Rolling Stones de 1973, "Angie" del álbum Goats Head Soup, sin embargo Mick Jagger ha negado el rumor. En una entrevista, el cantante inglés dijo: "La verdad es que fue Keith Richards quién decidió el título. Fue él quien dijo, 'Angie' y creo que tiene que ver con su hija que se llama Angela. Y luego yo escribí el resto de la letra."
Angie y David Bowie se separaron después de 8 años de matrimonio y se divorciaron el 8 de febrero de 1980, en Suiza. Ella dice que Bowie nunca la amó, solamente estaba con ella para que lo hiciera famoso, ya que sabía mercadotecnia, Bowie antes de casarse le dijo: "No te amo". Pero igual se enamoró de él, diciendo que cómo no iba a hacerlo. Ella lo llamó "un matrimonio de conveniencia" para ambos y se pusieron de acuerdo en una compensación de £300,000. Para entonces, Angela ya había comenzado lo que sería una larga relación con el músico punk Drew Blood (su nombre real: Andrew Lipka) y el 24 de julio de 1980 dio a luz a su hija, Stacia Larranna Celeste Lipka, en Mendocino, California.

## Libros, películas y lanzamientos discográficos
Angela ha escrito dos autobiografías, Free Spirit (seta Publishing, Londres, 1981) y Backstage Passes: Life On the Wild Side with David Bowie, publicado en 1993 y actualizado en el 2000 donde se detalla su estilo de vida en los años 70 abiertamente bisexual con su marido y con muchos otros músicos muy conocidos inducido al parecer por las drogas.
Además de aparecer como ella misma en la mencionada película Ziggy Stardust (1973) y Glitter Goddess of Sunset Strip (1991), su filmografía incluye créditos en al menos cuatro películas: Eat the Rich (1987, como "la esposa de Henry"), Demented (1994), Deadrockstar (2002, como "la mesera") y La funcionaria asesina" (2009, como "Helen Price/Constance").
Un CD maxi-single, "The World Is Changing" apareció en 1996 en el sello neoyorquino, Warlock Records (distribuido en Europa por Music Avenue en el sello Nite Blue). El tema incluye el apoyo vocal de Dabond Simmons y Angela Bowie aparece en los créditos como compositora junto a varios coautores como David Padilla, Morgan Lekcirt, Tom Reich, Jim Durban y D.J. Trance. Fue editado por Angela Bowie Music. La portada muestra el logo de Bowie claramente inspirado en el lanzamiento de su exesposo Let's Dance. Un álbum, Moon Goddess, fue lanzado con el sello Electric Label en el 2002. El lanzamiento en Reino Unido del álbum contiene un dúo con el vocalista Jude Rawlins en una versión de la canción de Los Rolling Stones "The Last Time". Actualmente está trabajando en su segundo álbum, Fancy Footwork.
Vive en Tucson, Arizona.

## Representaciones ficticias
La película Velvet Goldmine está libremente basada en su vida con David Bowie. El personaje llamado "Mandy", interpretado por Toni Collette, está al parecer inspirado en ella.